# Bauhausstraße 8, 8a (Weimar)

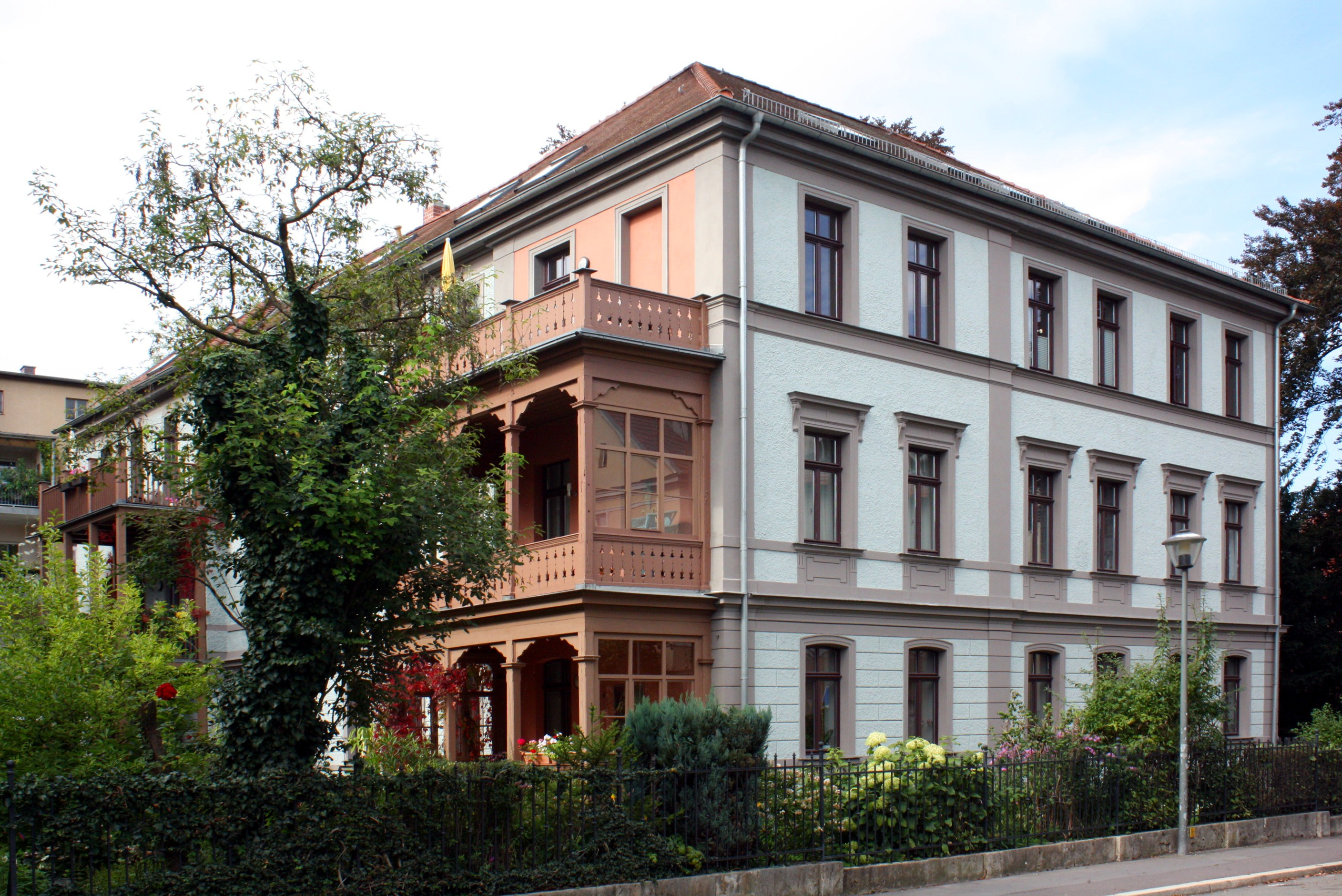
Bauhausstraße 8

Das Haus Bauhausstraße 8 bzw. 8a in Weimar in der Westvorstadt ist ein mehrgeschossiges historistisches Wohnhaus mit einem Nebengebäude. In seiner Entstehungszeit zwischen 1880 und 1890 hieß die Bauhausstraße Kurthstraße.
Das dreigeschossige Gebäude besitzt zur Hofseite hin hölzerne Loggien. Die Fenster sind durch andere Farben auf ihren Rahmen von dem weißen Außenputz abgesetzt. 
In diesem Hause, als es noch Kurthstraße hieß, wohnten unter anderem Künstler wie der Maler Ludwig von Jordan und die Grafikerin und Holzschneiderin Margarethe Geibel. Zumindest zeitweilig befand sich hier die „Dramaturgische Zentrale Weimar“. Deren Leiter war Ernst Wachler.
Das Gebäude steht auf der Liste der Kulturdenkmale in Weimar (Einzeldenkmale).